# Liste des stations de radio à Mayotte
Cet article dresse la liste des radios à Mayotte.

## Radios publiques
- Mayotte 1re (Mamoudzou) : depuis 2010 ; R.T.F. Radio Comores de 1961 à 1964, O.R.T.F. RadioComores de 1964 à 1975, FR3 Mayotte de 1975 à 1982, RFO Mayotte de 1982 à 1999, Radio Mayotte de 1999 à 2010
Mayotte 1re fait partie du Réseau Outre-Mer première, l'organisme public chargé de la radiodiffusion nationale à l'outre-mer. Ce réseau appartient à France Télévisions.
- France Inter (Paris) - radio publique généraliste française appartenant au groupe Radio France : depuis 1963 ; Club d'Essai en 1947, Paris-Inter de 1947 à 1957, France I de 1957 à 1963, RTF Inter en 1963
- BBC WS Africa (White City)
- RFI Afrique (Issy-les-Moulineaux)

## Radios privées
| Nom                                             | Date de première émission                | Lieu d'émission                      | Puissance (PAR max. en kW)                        | Catégorie |
| ----------------------------------------------- | ---------------------------------------- | ------------------------------------ | ------------------------------------------------- | --------- |
| NRJ Mayotte (anciennement Musique Info Mayotte) |                                          | Pamandzi                             | 0,2                                               | B         |
| Radio Carrefour                                 |                                          | Acoua                                | 1,0,                                              | A         |
| Radio Parole                                    |                                          | Acoua                                | 0,5                                               | A         |
| Radio Dziani                                    | 1988                                     | Pamandzi                             | 0,5                                               | A         |
| Radio Éducative Mahécha                         |                                          | Bandraboua,                          | 1,0,                                              | A,        |
| Radio Kwezi FM                                  | 2002                                     | Mamoudzou                            | 2                                                 | B         |
| Mayotte Web Radio (Mayana FM)                   | Mai 2009 sur le net par A. MALIDI (Dola) | Paris                                | Tounda Mag : Création première webradio mahoraise | Web Radio |
| Mayotte One La Radio                            | Mai 2009 sur le web                      | M'tsamboro                           | 1,0                                               | B         |
| Radio Mawoua                                    | 1995                                     | Labattoir                            | 0,2                                               | A         |
| Radio Mayotte FM                                | Avril 1995                               | Chiconi,                             | 0,1,                                              | A,        |
| Radio Ntsika                                    | 2012                                     | Mamoudzou                            | 1                                                 | A         |
| Radio la voix musulmane de Mayotte              |                                          | Mamoudzou                            | 0,5                                               | A         |
| Radio Fassiny Ambani                            |                                          | Mtsangamboua                         | 0,5                                               | A         |
| Radio Yao FM                                    |                                          | Mamoudzou (dans le village Mtsapéré) | 1,0                                               | B         |
| Radio Culturelle de Sada                        | 2015                                     | Sada                                 | 0,5                                               | A         |
| Antéou FM                                       |                                          | Kani kéli                            | 0,5                                               | A         |
| RMJ radio Mayotte Jeunesse                      |                                          | Pamandzi                             | 2                                                 | B         |
| Sun FM                                          | 2020                                     | Pamandzi                             | 0,2                                               | A         |
| Exo FM Mayotte (Ylang FM)                       |                                          | Mamoudzou                            |                                                   | B         |
| Chiconi FM                                      | 2014                                     | Chiconi                              | 1                                                 | A         |
| RMV                                             | 2017                                     | Acoua/Bandrele                       | 0.5                                               | A         |

## Web-radios
| Nom             | Site internet                    | Lieu d'émission | Genre                               | Liens d'écoute                                                 |
| --------------- | -------------------------------- | --------------- | ----------------------------------- | -------------------------------------------------------------- |
| Radio 97Six     | http://radio976.com              | Combani         | Hits, Tropical, Musiques mahoraises | https://onlineradiobox.com/yt/97six/                           |
| Réa FM          | http://reafm.yt                  | Dzoumogné       | World music, éducatif               | https://mytuner-radio.com/fr/radio/rea-fm-478879/              |
| Radio OI        | http://roitv.fr                  | Chiconi         | Musiques océan indien               |                                                                |
| Radio Koudjouni | https://www.zazan-koudjouni.com/ | Mtsangamouji    | Variété                             |                                                                |
| RF 976          | http://mahorais.fr               | Chiconi         | Mayotte                             |                                                                |
| Radio Coconi    | http://radiococoni.fr            | Coconi          | éducatif                            |                                                                |
| RIM-Mayotte     | https://rim.mahorais.org         | Mtsangamouji    | Islam                               |                                                                |
| RMV             | http://rmv.yt                    | Acoua/Bandrele  | Musiques du monde                   | https://onlineradiobox.com/yt/mirereniville/?cs=yt.paroleacoua |
| RS Mayotte      | https://mayotte-souvenir.com     | Chiconi         | Mahoraise                           |                                                                |

## Radios disparues
| Nom                        | Date de première émission | Date de dernière émission |
| -------------------------- | ------------------------- | ------------------------- |
| Radio Lagon                | 1998                      | 31 janvier 2013           |
| Tsingoni FM                | 2003                      | 2015                      |
| Radio la Voix du Nord      | 1998                      | 2015                      |
| Radio Terre Blanche        | 2003                      | 2010                      |
| Radio Culturelle Mahoraise | 2003                      | 2015                      |